# Rocío Albert López-Ibor
Ana Rocío Albert López-Ibor (Madrid, 7 de setembre de 1971) és una economista i política espanyola.

## Biografia
Nascuda el 7 de setembre de 1971 a Madrid, és íntima amiga de Lucía Figar, companya a la facultat. Llicenciada en dret i doctorada en Economia per la Universitat Complutense de Madrid (UCM), el 1998 es va convertir en professora d'Economia i Hisenda en la UCM.
Va ser nomenada com a directora general de Millora de la Qualitat de l'Ensenyament de la Comunitat de Madrid el juliol de 2011. Després de la destitució fulminant com a director general d'Universitats i Investigació de Jon Juaristi (oposat a la pujada del 20% en les taxes universitàries, el 65% en dos anys) per part de la consellera d'Educació Lucía Figar, aquesta última va nomenar a Albert, persona de la seva màxima confiança, com a substituta.
Al novembre de 2014 va ser nomenada viceconsellera d'Economia i Innovació de l'administració regional i va ser reemplaçada per Lorena Heras com a directora general d'Universitats i Innovació. Va renunciar al càrrec al novembre de 2015, una setmana després de la presentació dels pressupostos regionals per 2016, fent pública la seva voluntat d'abandonar la política i incorporar-se al claustre de la Universitat Europea de Madrid com a degana. Va cessar un mes més tard per incompatibilitat, després de comunicar a la universitat privada la seva voluntat de reincorporar-se a la seva plaça de professora d'Economia i Hisenda en la UCM.
Va ser inclosa com a candidata al número 27 de la llista del PP per a les eleccions a l'Assemblea de Madrid de 2019 i va ser elegida diputada de l'onzena legislatura del parlament regional. L'agost de 2019 Isabel Díaz Ayuso nomenar a Albert com a nova viceconsellera de Política Educativa.